# Club Sportivo Palermo
El Club Sportivo Palermo fou un club de futbol argentí de la ciutat de Buenos Aires.

## Història

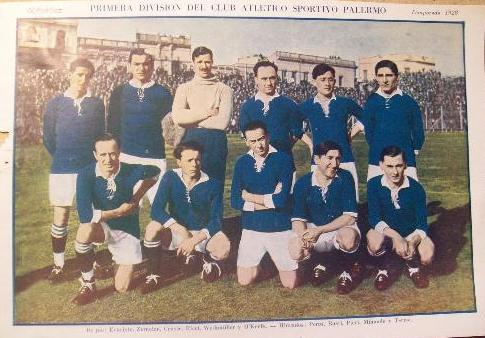
Sportivo Palermo el 1927.

El 18 de maig de 1908 va ser fundat el Club Sportivo Palermo. El 1915 es fusionà amb el Club Atlas. El 1917 guanyà el campionat de segona divisió. Jugà a primera divisió entre 1920 i 1932.
El 1922 inicià la construcció del seu estadi als carrers Canning i Rio de la Plata, que finalitzà el 1924. El 1922 fou segon classificat darrere Huracán. Amb l'aparició del professionalisme el club continuà a la federació amateur. El 1933 es fusionà amb el Club Atlético Palermo esdevenint Atlético y Sportivo Palermo. Acabada la temporada 1934 es va desfer la fusió. El 1984 es dissolgué.

## Palmarès
- Primera C: 1
  - 1917